# Guy Cardona
Pas d'image ? Cliquez ici

a Compétitions nationales et continentales officielles uniquement.

b Matchs officiels uniquement.
Guy Cardona, né le 26 mars 1932 à Bédarieux et mort le 6 juin 1987 à Avignon, est un joueur de rugby à XIII international français évoluant au poste de talonneur dans les années 1950 et 1960.
Il dispute le Championnat de France avec notamment Montpellier XIII.
Fort de ses performances en club, il côtoie l'équipe de France et compte une sélection officielle obtenue le 19 octobre 1955 affrontant la sélection des Autres Nationalités.

## Biographie

### Détails en sélection
| 1. | 19 octobre 1955 | Autres Nationalités | 19-32 | Test-match | Talonneur | - | - | - | - |

#### Statistiques
| Saison    | Saison        | Championnat           | Championnat | Coupe           | Coupe      | Sélection | Sélection | Sélection | Sélection | Sélection | Sélection | Sélection |
| Saison    | Saison        | Comp.                 | Class.      | Comp.           | Class.     | Comp.     | M         | Pts       | Ess.      | Buts      | Dp.       |           |
| --------- | ------------- | --------------------- | ----------- | --------------- | ---------- | --------- | --------- | --------- | --------- | --------- | --------- | --------- |
| 1953-1954 | RC Carpentras | Championnat de France | 10e         | Coupe de France |            |           |           |           |           |           |           |           |
| 1954-1955 | RC Carpentras | Championnat de France | 10e         | Coupe de France | 1/2 finale |           |           |           |           |           |           |           |
| 1955-1956 | RC Carpentras | Championnat de France | 12e         | Coupe de France | 1/8 finale | CE        | 1         | -         | -         | -         | -         |           |
| 1956-1957 | RC Carpentras | Championnat de France | 13e         | Coupe de France | 1/8 finale |           |           |           |           |           |           |           |
| 1957-1958 | RC Carpentras | Championnat de France |             | Coupe de France | 1/8 finale |           |           |           |           |           |           |           |
| 1958-1959 | Montpellier   | Championnat de France | 9e          | Coupe de France | 1/8 finale |           |           |           |           |           |           |           |
| 1959-1960 | Montpellier   | Championnat de France | 12e         | Coupe de France | 1/4 finale |           |           |           |           |           |           |           |
| 1960-1961 | Montpellier   | Championnat de France | 1/4 finale  | Coupe de France | 1/8 finale |           |           |           |           |           |           |           |
| 1961-1962 |               | Championnat de France |             | Coupe de France |            |           |           |           |           |           |           |           |
| 1962-1963 |               | Championnat de France |             | Coupe de France |            |           |           |           |           |           |           |           |
| 1963-1964 | XIII Catalan  | Championnat de France | 1/2 finale  | Coupe de France | 1/2 finale |           |           |           |           |           |           |           |